# BeNe League
La BeNe League è stata la massima serie del campionato belga e olandese di calcio femminile organizzato in maniera congiunta dalle due federazioni dal 2012 al 2015.

## Storia
La premessa per una creazione di un unico torneo tra i due paesi si ebbe nel 2011 con l'istituzione della BeNe Supercup tra le vincenti dei rispettivi campionati. Nel dicembre dello stesso anno la Federazione calcistica del Belgio approvò la creazione di questo campionato seguita due mesi dopo da quella olandese.
Nel marzo 2012 la UEFA approvò il progetto. Si sarebbero qualificate alla UEFA Women's Champions League la migliore squadra di ciascuna nazione.
Al termine della terza stagione (2014-2015) le squadre olandesi e la federazione olandese non si sono accordate sull'aspetto finanziario della partecipazione delle squadre alle successive stagioni della BeNe League. Di conseguenza, entrambe le federazioni hanno deciso di chiudere la BeNe League e di tornare all'organizzazione dei rispettivi campionati nazionali.

## Formula
Nella prima stagione le otto squadre belghe e olandesi disputarono due gironi separati al termine del quale le qualificate alla fase successiva giocarono una poule scudetto.
A partire dal campionato successivo i club giocarono un girone all'italiana. Le sedici squadre diventarono tredici (sette olandesi e sei belga) nella BeNe League 2014-2015 a causa dei fallimenti di alcune compagini.

## Albo d'oro
- 2012-2013: Twente
- 2013-2014: Twente
- 2014-2015: Standard Liegi